# DDR-Straßen-Radmeisterschaften 1963
Die Straßen-Radmeisterschaften in der DDR 1963 wurden in den Einzelkonkurrenzen der Männer und Frauen sowie im 100-km-Mannschaftszeitfahren ausgetragen. Als neue Meister setzten sich Klaus Ampler, Andrea Elle und der SC Dynamo Berlin durch.

## Männer-Einzel

### Rennstrecke
Die Einzelmeisterschaften der Männer und Frauen wurde auf einem 10,9 Kilometer langen Rundkurs in Mittweida ausgetragen. Er wies mit dem Eichberg und dem Weißthaler Berg zwei erhebliche Steigungen auf und sorgte mit seinen steilen Serpentinenabfahrten und engen Straßendurchlässen für höchste Schwierigkeitsgrade. Während die Männer 15 Runden zu absolvieren hatten, mussten die Frauen die Strecke sechsmal bewältigen.

### Rennverlauf
20.000 Zuschauer säumten am Sonntag, dem 9. Juni 1963, bei sengender Sonnenglut den Meisterschafts-Rundkurs im sächsischen Mittweida. 86 Fahrer, unter ihnen der Titelverteidiger Klaus Ampler aus Leipzig, nahmen die 163,5 Kilometer lange Strecke in Angriff, doch zahlreiche Defekte dezimierten das Fahrerfeld schnell. Von Beginn an wurde um gute Ausgangspositionen gekämpft, besonders Ampler sorgte immer wieder für Unruhe im Feld, war aber mit seinen ständigen Vorstößen nicht allein. Während ihm seine Klubkameraden Gustav-Adolf Schur und Günter Lux assistierten, machten besonders die Fahrer des SC Dynamo Berlin um Manfred Brüning das Rennen schnell. In der zehnten der 15 Runden reifte die Entscheidung heran. Bis dahin hatte eine dreiköpfige Spitzengruppe mit Brüning, Maleska (beide SC Dynamo Berlin) und Karl-Heinz Kazmierzak vom ASK Vorwärts Leipzig das Rennen angeführt. Nun stieß Ampler hinzu, ließ das Trio aber schnell hinter sich und startete eine unwiderstehliche Alleinfahrt, die ihn schließlich mit 1:20 min Vorsprung zum zweiten Meisterschaftstitel führte. Der schwere Kurs, das heiße Wetter und die vielen Defekte sorgte dafür, dass nur 22 Aktive das Rennen durchstanden.

### Ergebnisse
|      | Fahrer                | Mannschaft           | Zeit       |
| ---- | --------------------- | -------------------- | ---------- |
| 01.  | Klaus Ampler          | SC DHfK Leipzig      | 4:51:45 h  |
| 02.  | Manfred Brüning       | SC Dynamo Berlin     | + 1:20 min |
| 03.  | Karl-Heinz Kazmierzak | ASK Vorwärts Leipzig | + 2:22 min |
| 04.  | Gustav-Adolf Schur    | SC DHfK Leipzig      | + 4:55 min |
| 05.  | Andreas Purho         | SC Dynamo Berlin     | + 5:05 min |
| 06.  | Immo Rittmeyer        | SC Karl-Marx-Stadt   | + 5:16 min |
| 07.  | Joachim Maleska       | SC Dynamo Berlin     | + 6:00 min |
| 08.  | Klaus Kellermann      | ASK Vorwärts Leipzig | + 8:15 min |
| 09.  | Günter Lörke          | SC DHfK Leipzig      | + 8:15 min |
| 10.  | Eberhard Butzke       | SC Dynamo Berlin     | + 8:15 min |
| 0... |                       |                      |            |

## Frauen-Einzel (65,4 km)
|      | Fahrerin            | Mannschaft      | Zeit       |
| ---- | ------------------- | --------------- | ---------- |
| 01.  | Andrea Elle         | TSC Berlin      | 2:16:35 h  |
| 02.  | Renate Renner       | TSC Berlin      | + 4:25 min |
| 03.  | Elisabeth Kleinhans | SC DHfK Leipzig | + 4:55 min |
| 04.  | Renate Krämer       | SC DHfK Leipzig | + 5:05 min |
| 05.  | Monika Israel       | SC DHfK Leipzig | + 6:55 min |
| 0... |                     |                 |            |

## Männer-Mannschaftszeitfahren
Das 100-km-Mannschaftszeitfahren wurde am Donnerstag, dem 6. Juni 1963, in Lübben ausgetragen. Wie im Männer-Einzel gab es mit dem SC Dynamo Berlin einen erfolgreichen Titelverteidiger, der mit derselben Besetzung wie im Vorjahr angetreten war.
|     | Mannschaft           | Fahrer                                                      | Zeit |
| --- | -------------------- | ----------------------------------------------------------- | ---- |
| 01. | SC Dynamo Berlin     | Lothar Appler, Manfred Brüning, Hans Scheibner, Kurt Müller |      |
| 02. | SC DHfK Leipzig      | Klaus Ampler, Gustav-Adolf Schur, Günter Lux, Krause        |      |
| 03. | SC Dynamo Berlin III | Horst Klawohn, Andreas Purho, Joachim Maleska, Gebhardt     |      |